# Josep Irla i Bosch
Josep Irla i Bosch (Sant Feliu de Guíxols, 24 d'octubre de 1876 – Sant Rafèu, Provença, 19 de setembre de 1958) fou un empresari i polític català, i 124è president de la Generalitat de Catalunya (1940–1954) en l'exili.

## Biografia

### Els inicis d'una vida empresarial i política
Josep va ser el més gran dels tres fills de Josep Irla i Rovira i Rita Bosch i Anglada. Fill d'un obrer taper que més tard tingué una taverna coneguda com a Cas Romagué. Era el gran de tres germans, en Josep (1876-1958), en Francesc (1881-1961) i en Nicolau (1886-1943), amb els quals va tenir sempre una estreta relació, i amb qui compartia activitats econòmiques i polítiques.
De jove estudià a l'Escola d'Arts i Oficis, no seguí cap estudi superior i va ser partint del seu esforç, treball i voluntat que s'anà fent una autoeducació profundament assimilada.
A poc a poc, Josep Irla s'anà obrint camí en el món dels negocis i de la política. Amb els seus germans, inicià activitats industrials i comercials des de Sant Feliu de Guíxols amb la creació de la societat Josep Irla i companyia, amb participació de capital de tots tres germans i un paper més principal d'ell. Des d'aquesta base, obriren una fàbrica de taps de suro que amb els anys s'anà ampliant; foren consignataris de vaixells i posteriorment propietaris d'una goleta, i feren un comerç de vi i de suro amb Barcelona; pogueren actuar com a agents de duanes.

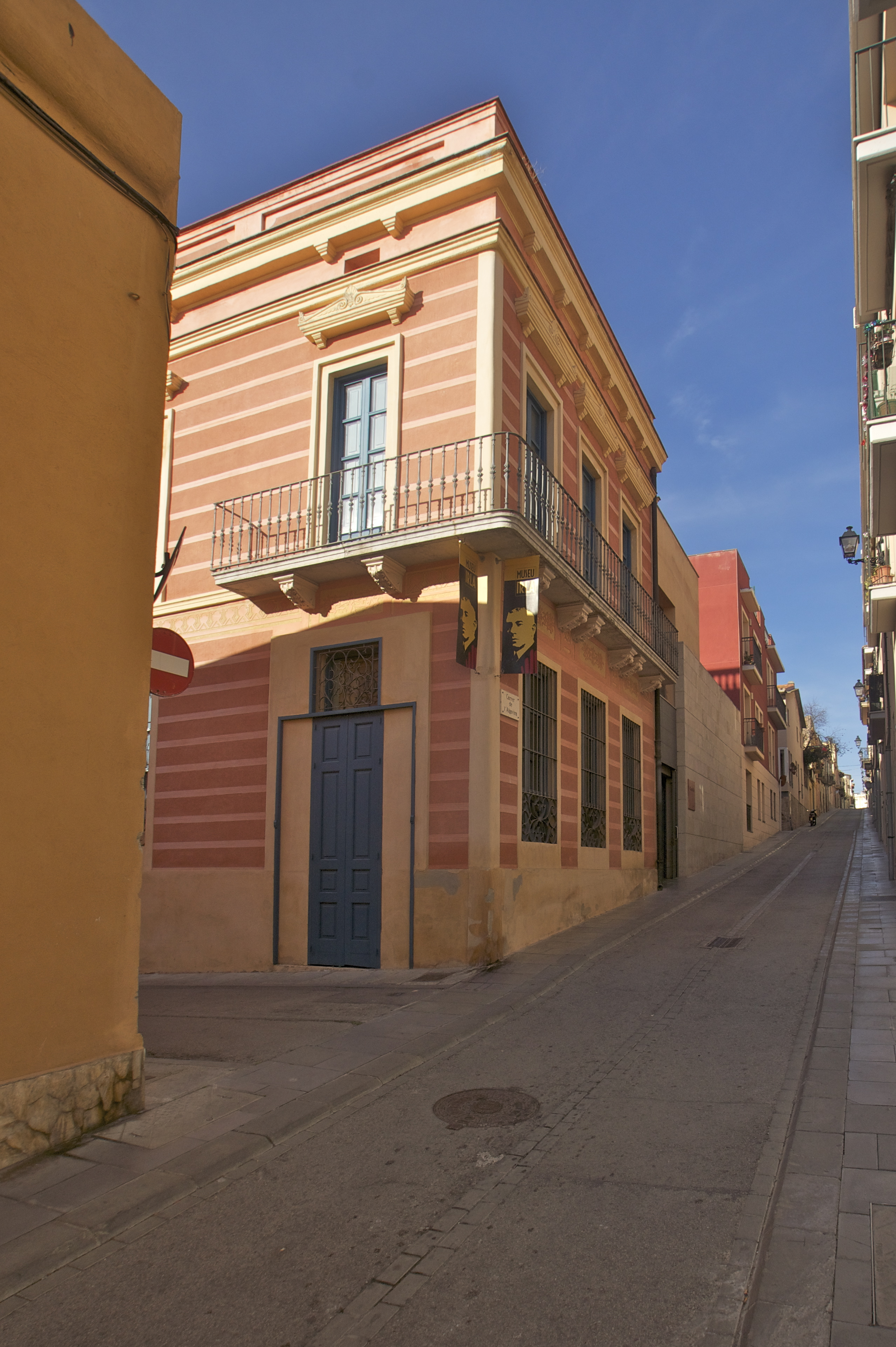
Casa natal i des de 2011 Museu Irla a Sant Feliu

### Família
El 1902 es casà amb Florència Bas i Parent, també de Sant Feliu i membre d'una família d'obrers tapers. La parella no tingué fills, però sí dues afillades, Encarnació Pijoan (Ción), filla dels masovers d'una masia de Romanyà de la Selva, on passaven temporades a causa de la malaltia de caràcter asmàtic que ell patia, i Lola Aymerich Robert, cosina seva que quedà òrfena de petita.
De ben jove, i seguint la trajectòria familiar, s'identificà amb el republicanisme federal, de manera que ell i son pare foren els impulsors del Centre Republicà Federal Català de Sant Feliu de Guíxols i també membres de la lògia maçònica local Gesòria, mentre que el seu germà Francesc dirigia el setmanari El Programa.

### Primeres passes polítiques, ajuntament de Sant Feliu de Guíxols
Capdavanter del republicanisme catalanista a les comarques gironines, el 12 de novembre del 1905 se celebraren unes eleccions municipals en què Josep Irla, a l'edat de 29 anys, resultà escollit regidor de l'ajuntament amb la candidatura del Centre Republicà Federal, candidatura que aplegava federals i catalanistes; passà a ser segon tinent d'alcalde i membre de la Comissió de Governació; d'aquest nou consistori, en resultà alcalde designat per Reial Ordre, el Sr. Ildefons Perdrieux. Després de diversos canvis, Josep Irla accedí a l'alcaldia. Presidí l'ajuntament durant el període 1906-1910. D'aquest període de la vida local, destaca la creació de serveis i obres d'interès públic, l'assistència social, la promoció de la cultura popular i una administració econòmicament austera i profitosa; feu front amb habilitat a les destrosses patides pel municipi en els aiguats de la tardor de 1908, seguí sempre de prop els esdeveniments principals de la vida política de Catalunya i es definí al seu entorn en un sentit catalanista i progressista.
Al principi de 1911, va participar en la constitució de la Unió Federal Nacionalista Republicana (UFNR) a les comarques de Girona, i en fou president de l'agrupació local.

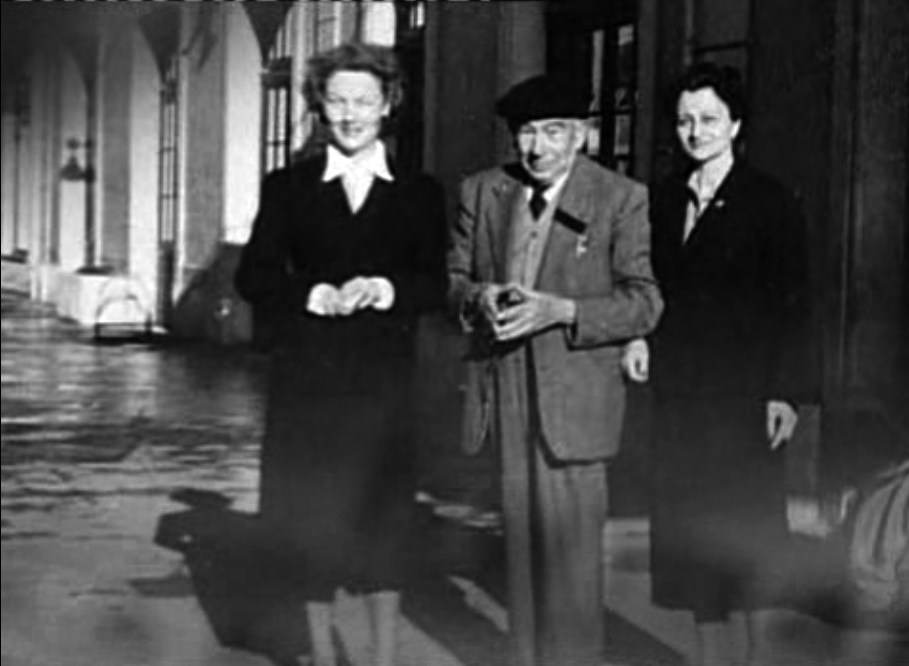
Josep Irla i Bosch amb les seves dues afillades, Lola Aymerich a seva esquerra i Concepció Pijoan (Ción) a la seva dreta, any aproximat 1953

### Diputat provincial i l'assemblea de Catalunya
Arran de la mort del seu pare, aleshores diputat provincial, que tingué lloc l'abril següent, es presentà a l'elecció provincial parcial que es convocà per cobrir la vacant pel districte de la Bisbal; aconseguí el nomenament sense elecció per manca de contrincants. A les eleccions provincials de 1913 va ser elegit novament, així com a les successives fins al 1923, amb l'arribada de la dictadura de Primo de Rivera, sempre pel districte de la Bisbal.
Des d'aquest càrrec de diputat provincial per Girona, Josep Irla aconsegueix participar en una institució cabdal: la Mancomunitat de Catalunya. Josep Irla fou un col·laborador important del primer president de la Mancomunitat, Enric Prat de la Riba, i després de la mort d'aquest continuà ocupant càrrecs de no gran protagonisme, però sí d'una gran responsabilitat sota la presidència de Josep Puig i Cadafalch. També va ser membre del comitè directiu de la Caixa de Crèdit Comunal.
Políticament, primer se situà en la UFNR i, després de la crisi d'aquesta, s'acostà al Partit Republicà Català. Integrat com a diputat provincial a l'assemblea General de la Mancomunitat, formà part de diverses comissions.

### Dictadura de Primo de Rivera
Amb la liquidació de les institucions feta per la dictadura de Primo de Rivera, es concentrà en els seus negocis sense deixar de mantenir una certa activitat política, sempre dins de les minvades possibilitats d'actuació del període.

### República i Generalitat de Catalunya
Derrotada la dictadura i en l'època de la Generalitat republicana, amb la proclamació de la República va ser nomenat vocal de la Comissió Provincial provisional de Girona i, immediatament després, el president Macià el nomenà comissari delegat del govern de la Generalitat Provisional a Girona (abril 1931 /febrer 1933, amb una renovació l'octubre de 1932), càrrec creat per exercir les funcions executives de la desapareguda Comissió Provincial. Des d'aquest lloc, afavorí l'ensenyament i la cultura, sobretot els adreçats als sectors populars; impulsà l'ús del català en les administracions, renovà les actuacions destinades a la restauració de monuments arqueològics, s'interessà per l'assistència social amb actuacions diverses i desenvolupà obres públiques de baix cost -atesa la migradesa de recursos pressupostaris-, però de gran impacte en amplis sectors de la població, particularment els allunyats dels centres urbans; tot plegat amb una acurada gestió econòmica que refermava la seva condició de bon gestor ja iniciada en el seu municipi.
A les eleccions per constituir la Diputació Provisional de la Generalitat, organisme creat per preparar i aprovar un projecte d'Estatut que havia de regular l'autonomia de Catalunya, Josep Irla i Lluís Companys foren escollits vicepresidents i Josep Carner en fou el president.
El resultat del treball d'aquesta Diputació fou aprovat pels ajuntaments i la major part del poble de Catalunya. Aquest projecte d'Estatut és el que coneixem com l'Estatut de Núria. El 9 de setembre del 1932 l'Estatut de Catalunya fou aprovat definitivament.
Al començament de 1932, creà i dirigí el Partit Republicà Federal del Baix Empordà, agrupació comarcal creada bàsicament per formalitzar una adhesió col·lectiva a Esquerra Republicana de Catalunya, cosa que va fer en el primer Congrés Nacional ordinari d'aquesta formació, realitzat el febrer d'aquell any, tot i que en la pràctica aquesta integració ja feia mesos que funcionava.
En les eleccions al Parlament de Catalunya del 20 de novembre del 1932 Josep Irla encapçalava la candidatura d'Esquerra Republicana de Catalunya a la circumscripció de Girona, El triomf fou total; més de la meitat dels electors varen votar Josep Irla i, proporcionalment, fou el candidat amb més vots de tot Catalunya.
Durant tot el període republicà, Josep Irla ocupà diversos càrrecs de responsabilitat dins del govern de la Generalitat, fet que evidencia la seva eficàcia organitzativa i la confiança que li feren els presidents Francesc Macià i Lluís Companys; com a diputat va ser membre de la Diputació Permanent, de les comissions permanents d'Obres Públiques i de Sanitat, i de les comissions de Pressupostos i de Llei Municipal.
Va ser nomenat conseller de Governació en el govern de Macià, constituït el 24 de gener de 1933, però un empitjorament de la seva afecció crònica li impedí ocupar el càrrec i fou substituït després d'uns dies per Joan Selves; poc després, va ser rellevat també del seu càrrec de comissari delegat. Ja restablert, va passar a ser director general d'Indústria (juliol-octubre de 1933), dependent del Ministeri d'Indústria i Comerç del govern espanyol en dos governs successius presidits per Manuel Azaña i per Alejandro Lerroux; fou destituït després de l'entrada de Diego Martínez Barrio.
L'estiu de 1933, s'incorporà als organismes creats per al desenvolupament de l'àrea d'Assistència Social després que la Generalitat rebés les transferències en aquest àmbit, primer amb Josep Dencàs com a conseller de Sanitat i d'Assistència Social en l'etapa del president Macià; i després, amb els seus successors, ja amb Companys, va ser cap dels Serveis d'Assistència Social i després director general. Des d'aquest càrrec, va projectar actuacions ambicioses en àmbits com el tractament de malalts amb rebuig social, la prevenció de riscos en la infància o l'atenció als jubilats sense recursos, però també la seva implantació en tot el territori català. Va ser també vocal del Consell de les Caixes d'Estalvi. Els Fets d'Octubre de 1934, amb la suspensió de l'Estatut i l'empresonament del govern català, varen deixar la seva actuació política en suspens durant el següent any i mig.
Amb la restitució del govern, el març de 1936 recuperà el seu lloc de director general. L'inici de la Guerra Civil tornà a dificultar la seva actuació, en els primers dies; mentre el conseller d'aquells moments, Manuel Corachan, es dedicava de ple a l'organització de l'hospital General de Catalunya, ell assumí de fet la direcció de la Conselleria. Amb les successives remodelacions del govern es mantingué en el càrrec, però presentà la dimissió davant el nomenament de conseller d'Antoni Garcia, representant de la CNT, a final de setembre.
Poc després, l'octubre de 1936, va ser nomenat sotssecretari de la Conselleria de Cultura, un càrrec de nova creació amb Ventura Gassol com a conseller; però, coincidint amb la sortida d'aquest de Catalunya, davant el perill de ser víctima d'un atemptat, hagué d'ampliar la seva funció i treballà per al funcionament dels centres d'ensenyament, de les biblioteques i per a la preservació del patrimoni arqueològic i artístic de Catalunya.
El gener de 1937, just després que Josep Tarradellas publiqués els decrets amb els quals es pretenia controlar i normativitzar tot l'aparell financer de la Generalitat, va ser nomenat director general de Patrimoni i Rendes, un càrrec també nou, però a més molt complex en un període d'excepcionalitat política, que posava a prova una vegada més les seves condicions de gestor.

### President del Parlament de Catalunya
L'1 d'octubre de 1938, amb una part del territori català ja ocupada per les tropes franquistes i amb la imminència d'una desfeta completa, acceptà la responsabilitat de convertir-se en president del Parlament de Catalunya i fou elegit en la darrera sessió que aquest celebrà; en el seu discurs de presa de possessió afirmà: "Érem, som i serem republicans i catalanistes, perquè som liberals, perquè és un sentiment de la nostra ànima que ens ha dut a sentir i a conèixer les necessitats del nostre poble (...)".

### Exili

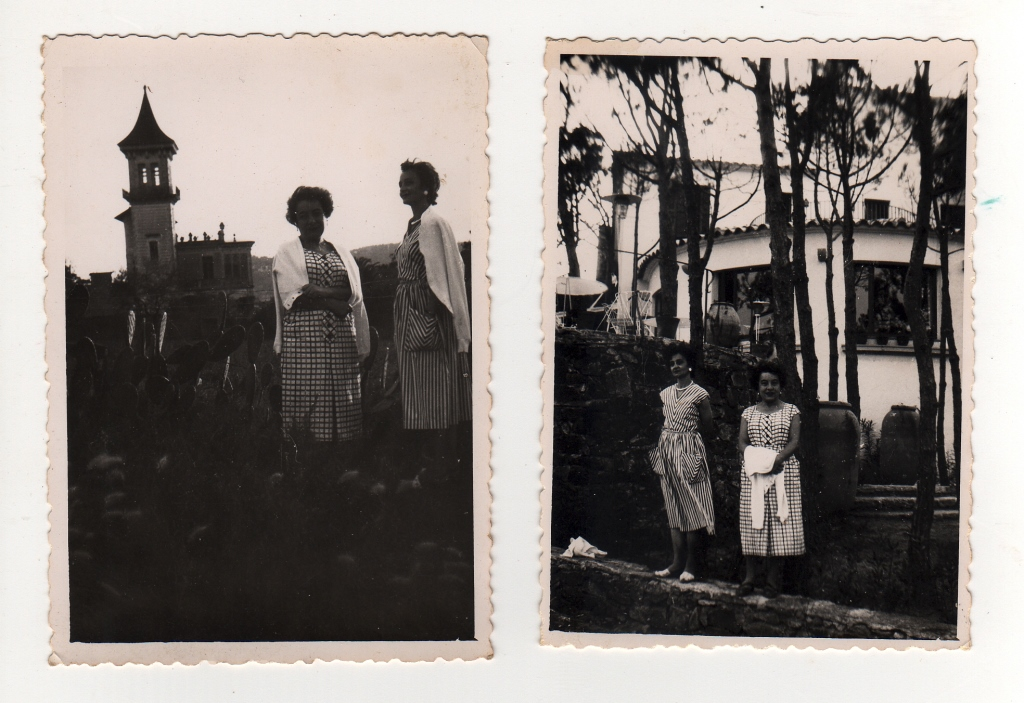
Vila Catalunya, residencia a l'exili de Josep Irla a Cogolin, amb Lola Aymerich i una filla d'en Nicolau Irla, possiblement Montserrat

El 28 de gener del 1939, Josep Irla, president del Parlament de Catalunya, com la resta d'autoritats catalanes, iniciava l'exili. Amb 62 anys, va passar a territori francès amb la seva dona, Florència Bas, la seva afillada Concepció Pijoan, el seu germà Francesc i la seva cunyada Maria Duran, les filles d'en Nicolau, Pepita i Montserrat, i l'esposa d'aquest, Càndida Planella. però sense cap dels seus béns, que quedaven a Sant Feliu, i que posteriorment serien confiscats per les autoritats franquistes. En Nicolau va passar a França uns dies després; no el segueix la seva afillada Lola Aymerich, ja casada amb un carnisser de Sant Feliu de Guíxols, mare d'un fill i no activa políticament, i es convertí aquesta en l'única part de la família que no s'exilia.
Josep Irla va viure un temps al Voló (Rosselló) i s'instal·là després a Ceret (Vallespir), on es va procurar la subsistència dedicant-se a l'ofici de tota la vida: la indústria del suro. El 1940, va ser detingut per les autoritats franceses de Vichy i confinat a Le Mans, d'on va poder evadir-se i va retornar a Ceret.
Amb l'afusellament del president Companys al 15 d'octubre de 1940, refusà d'emigrar a Amèrica i esdevenia de manera automàtica i amb plenitud de drets el 124è president de la Generalitat de Catalunya en aplicació de l'Estatut Interior de Catalunya, l'únic president contemporani que no arribarà a trepitjar com a tal el palau de la Generalitat. Es traslladà aleshores a Cogolin, al departament del Var, i més lluny de la frontera, on reprengué la fabricació de taps de suro, una activitat que li subministrà als anys següents els recursos necessaris per a sobreviure.

### La Generalitat de Catalunya a l'exili
Els primers anys del seu mandat estigueren marcats per un context enormement advers, amb fortes limitacions per a una mínima actuació institucional derivades de la Segona Guerra Mundial en curs, la diàspora dels exiliats catalans i el perill permanent per als que es mantenien en territori francès, les divergències estratègiques no ja dins de les forces republicanes, sinó dins de la mateixa Esquerra, juntament amb la migradesa de recursos econòmics.
En la clandestinitat el president Irla mantenia contactes amb els catalans dispersos per tot França; un cop allunyada la guerra del territori francès, nomenà a principis de 1945 un Consell Assessor de la Presidència de la Generalitat que prengué possessió el gener següent amb la funció de preparar les tasques d'un futur govern català i que estava estructurat per departaments governamentals. El setembre de 1945, nomenà el govern de la Generalitat a l'exili format per personalitats, tot i que sense carteres específiques, i que fou l'únic que existí. La incorporació de Carles Pi i Sunyer, fins aleshores impulsor del Consell Nacional de Catalunya de Londres, permeté tancar definitivament la dualitat que havia existit els anys anteriors entre aquest organisme (que es considerava successor del creat per Companys el 1940 a París i que havia defensat posicions més rupturistes) i la Presidència i el seu entorn més immediat; també formaren part del govern Pompeu Fabra, Antoni Rovira i Virgili, Josep Carner, Joan Comorera, Manuel Serra i Moret i Pau Padró.
Aquest govern (1945-1948), a banda de la continuïtat institucional, intentà preparar el retorn a Catalunya, mantingué relacions amb els catalans de l'interior, es preocupà per la situació dels catalans exiliats tot mantenint sempre viva la voluntat democràtica de Catalunya, la defensa de la llengua catalana, i divulgà la situació de Catalunya a nivell internacional,
En aquest sentit, Irla adreçà el 1946 un memoràndum a l'ONU, en el qual, després d'exposar la realitat històrica catalana, feia expressa denúncia de les mesures del dictador Franco contra l'autonomia, la cultura i l'economia de Catalunya; demana a les Nacions Unides que condemnin el règim de Franco i reconeguin el mal que ha fet a Catalunya. Obté una tèbia condemna internacional que no esmenta la legalitat republicana esclafada per l'alçament militar ni fa referència al cas català. No obstant això, el creixent desencís entre els sectors de l'exili català que havien confiat que la fi de la Segona Guerra mundial significaria la caiguda del règim franquista, en veure que aquest s'afermava cada cop més, unit a les dissensions pròpies de la política catalana, feren entrar en crisi aquest govern al final de 1947 i el president el dissolgué el 22 de gener següent. El president Irla declarà en aquest moment: "L'obra de la Generalitat no pot sofrir cap interrupció i continuarà exercint-se amb l'esperit patriòtic de sempre (...)". A partir d'aleshores, la representació institucional de la Generalitat quedà personalitzada en el seu president.
Entre el 1948 i el 1954, Irla intentà mantenir les actuacions esmentades, sempre amb uns recursos econòmics escassos. La política a l'exili esdevenia progressivament un símbol i la veritable tasca de la Generalitat, indubtablement seriosa i eficaç, cal cercar-la en els serveis a la cultura (cursos de català per correspondència dirigits per Pompeu Fabra), els serveis socials i d'ajut, organitzats per la Presidència.
El 1950, foren creades les Delegacions Catalanes als Països del Nou Continent; així, el president Irla portà a terme una decisió que des de feia temps el preocupava, la institucionalització de les relacions de la Presidència amb els catalans d'Amèrica.
El dia de Nadal del 1948 moria a Prada de Conflent Pompeu Fabra, i poc menys d'un any més tard, el 5 de novembre del 1949, moria a Perpinyà Antoni Rovira i Virgili. El president Irla perdia així dos veritables suports de les institucions catalanes a l'exili.

### Dimissió com a president de la Generalitat
L'abril de 1954 nomenà Josep Tarradellas i Joan, aleshores secretari general d'Esquerra, conseller primer; poc després, amb 78 anys, "vell, malalt i pobre", segons les seves pròpies paraules, va prendre una decisió important: el 7 de maig del 1954, signava a París una lletra adreçada a Josep Tarradellas, en la qual li comunicava que es veia obligat a renunciar al càrrec de president de la Generalitat i demanava que es procedís a l'elecció d'un nou president; el 5 d'agost de 1954, els diputats del Parlament de Catalunya reunits a l'ambaixada de la República espanyola a Mèxic elegiren Josep Tarradellas com a nou president de la Generalitat.

### Mort del president i recuperació històrica
Josep Irla morí el 19 de setembre del 1958, quan li faltava poc per complir vuitanta-dos anys, a Sant Rafèu (Provença).
El 1981, les seves restes foren traslladades a Barcelona i rebudes solemnement pels presidents Jordi Pujol i Heribert Barrera al palau de la Generalitat, i van ser finalment enterrades a Sant Feliu de Guíxols. El 1997 es constituí la Fundació Josep Irla, vinculada a Esquerra, amb seu a Barcelona i una subseu a Sant Feliu de Guíxols, amb uns objectius de recerca històrica i de difusió del pensament polític.
Josep Irla, dotat d'un rostre de faccions dures, no va ser un gran orador ni un personatge carismàtic, però sí un polític gestor i eficient, de gran integritat, que sabé connectar amb importants sectors de la societat catalana del moment (guanyà totes les eleccions, de divers nivell, a què es presentà), i que mantingué la continuïtat de les institucions (primer la Presidència del Parlament de Catalunya i després la Generalitat) en uns moments d'enorme adversitat.
Avui dia, la Fundació Josep Irla ha assumit la tasca de retre honor al president i de conservar-ne el llegat ideològic.